# Václav Stehlík
Václav Stehlík (* 13. července 1977, Nové Město na Moravě) je český právník, vysokoškolský pedagog a od roku 2020 děkan Právnické fakulty Univerzity Palackého v Olomouci. Ve své odborné činnosti se zaměřuje na různorodé aspekty práva Evropské unie, ať se jedná o tzv. evropské ústavní právo, soudní systém EU, poměr evropského a národního práva, vnitřního trhu EU, unijních vnějších vztahů či migračního práva.
Kromě práv vystudoval anglický jazyk a literaturu na Filozofické fakultě Univerzity Palackého v Olomouci a postgraduální LL.M. studium na University of London zaměřené na právo Evropské unie.

## Vzdělání a akademická kvalifikace
- 2014 – habilitační řízení, obor „Právo Evropské unie“, Právnická fakulta MU Brno

- 2008 – rigorózní řízení, obor „Právo Evropské unie“, Právnická fakulta MU Brno

- 2001–2005 – Ph.D., obor „Právo Evropské unie“, Právnická fakulta MU Brno

- 2003–2004 – LL.M., obor „Právo Evropské unie“, University of London, Queen Mary College

- 2008 – JUDr. – obor „Právo Evropské unie“, Právnická fakulta MU

- 2008 – Fulbright Scholarship – The John Marshall Law School, USA

- 1995–2000 – Mgr. – obor – „Právo a právní věda“, Právnická fakulta UP Olomouc

- 1998–2006 – rozšiřující magisterské studium, obor „Anglický jazyk a literatura“, Filozofická fakulta UP Olomouc

- 2005 – The Hague Academy of International Law – letní škola v oboru mezinárodního práva

## Pracoviště, vedoucí a akademické funkce
- děkan Právnické fakulty Univerzity Palackého v Olomouci (od roku 2020)

- dlouholetý člen akademického senátu Právnické fakulty UP
- vedoucí katedry mezinárodního a evropského práva, Univerzita Palackého v Olomouci (2014–2020)
- Katedra mezinárodního a evropského práva, Univerzita Palackého v Olomouci

## Ocenění
- 2017 – Právnická fakulta, Toruň, udělení univerzitní medaile jakožto ocenění za společnou monografii s vlastní kapitolou Stehlík, V.: Metamorphosis of Public Security Exception in the EU Internal Market and EU Citizens’ Rights, in: Agnieszka Bień-Kacała et al (ed.), Liberal constitutionalism – between individual and collective interests, Toruń 2017, s. 209–241

- 2013 – ocenění rektora UP za vědeckou monografii Stehlík,V.: Národní procesní předpisy v kontextu práva Evropské unie, Leges, Praha 2012

- 2009 – bronzová medaile prof. Antonína Randy, udělená Jednotnou českých právníků za přínos právní vědě

- 2006 – ocenění rektora UP za vědeckou monografii, Stehlík, V.: Řízení o předběžné otázce v komunitárním právu, UP, Olomouc 2006

## Dílo (výběr)

### Monografie, kapitoly, vědecké statě
- Jílek, D, Stehlík, V. a kol.: Právní postavení nezletilého uprchlíka, Leges 2019, s. 232

- Stehlík, V.: Ohlédnutí se (nejen) za řízením o předběžné otázce v prvních 15 letech členství České republiky v Evropské unii, in T. Kyselovská, D. Sehnálek, N. Rozehnalová (eds.): In varietate Concordia: soubor vědeckých statí k poctě prof. Vladimíra Týče: Právnická fakulta MU Brno, 2019, s. 335–354

- Stehlík, V.: Metamorphosis of Public Security Exception in the EU Internal Market and EU Citizens’ Rights, in: Agnieszka Bień-Kacała et al (ed.), Liberal constitutionalism- between individual and collective interests, Toruń 2017, s. 209–241

- Stehlík, V., Hamuľák, O., Jirásek, J., Bončková, H., Petr, M. Unijní právo před českými soudy. Leges: Praha, 2014, s. 305

- Hamuľák, O., Stehlík, V.: European Union constitutional law: revealing the complex constitutional system of the European Union, UP Olomouc, Olomouc, 2013, s. 204

- Stehlík, V., Hamuľák, O.: (eds.): Vvybrané otázky aplikace práva EU národními soudy, UP Olomouc, 2013, s. 170

- Stehlík, V.: Aplikace národních procesních předpisů v kontextu práva Evropské unie, Leges, Praha 2012, s. 264

- Stehlík, V.: Lisabonská smlouva a soudní systém EU, in: N. Šišková a kol.: Lisabonská smlouva a její dopady na evropské, mezinárodní a vnitrostátní právo členských států, Leges, 2012, s. 149–176

- Stehlík, V.: Řízení o předběžné otázce v komunitárním právu, UP Olomouc 2006, s. 184

### Vybrané práce publikované v cizím jazyce
- Stehlík, V.: Constitutional review and the preliminary ruling procedure: Commentary on the CCB decision of the Czech Constitutional Court, Czech Yearbook of International Law, 2019

- Stehlík, V.: The CJEU crossing the Rubicon on the same-sex marriages? Commentary on Coman case, International and Comparative Law Review, 2018, č. 2, 85–99

- Stehlík, V. Drdúlová, I.: The detention of children in asylum procedures in Europe: regulatory framework and alternatives, Bratislava Law Review, č. 2, 2018, s. 264–78

- Stehlík,V.: Application of CILFIT Criteria by Czech Supreme Courts, Czech Yearbook of International Law, 2017, s- 577–588

- Stehlík, V.: Brexit, EEA and the free movement of workers: structural considerations on flexibility, International and Comparative Law Review, 2/2016, s. 145–156

- Stehlík, V.: Curtea Europeana de Justitie, dreptul la o instanta constituita prin lege si dreptul constitutional ceh, Revista română de drept european, č. 4, 2011, s. 71–85, Wolters Kluwer Romania, 2011, s. 71–75

- Stehlík, V.: Czech constitutional rules vis-à-vis EU fundamentals rights standards: systematic remarks, Central and Eastern European Countries after and before Accession – volume II, Budapest 2011, s. 129–138

- Stehlík, V.: The obligatory preliminary ruling procedure and its enforcement in the Czech and Slovak legal order, UWM Law Review, Polsko, č. 3, 2011, s. 6–25

- Stehlík, V., Zbíral, R.: EU procedural rules and Czech Constitutional legal order: the case of preliminary ruling procedure, International Congress of International Association of Constitutional Law, Mexiko, 2010, dostupné on-line: http://www.juridicas.unam.mx/wccl/ponencias/18/327.pdf

### Vybrané publikace v češtině
- Drdúlová, I., Stehlík, V.: Zajištění migrujících dětí bez doprovodu ve světle nejnovější judikatury Evropského soudu pro lidská práva. Acta Iuridica Olomucensia, 2018, roč. 2018, č. 2, s. 87–107

- Stehlík, V.: Zrychlená a naléhavá řízení před Soudním dvorem EU – teorie a praxe, Právník č. 5, 2011, s. 448–468

- Stehlík, V.: Aktuální otázky principu národní procesní autonomie a účinného vynucení práva EU, Harmonization and Unification of Law in the European Context – section of European Law and Comparative Jurisrudence , UK Bratislava, 2011, 99–105

- Stehlík, V.: Případ Kempter – monitoring evropské judikatury, Jurisprudence, č. 2, 2008, s. 68–69

- Stehlík, V.: Účinky rozhodnutí Evropského soudního dvora v řízení o předběžné otázce, Právny obzor, č. 4, 2005, 312–334

- Stehlík, V.: K charakteristice vztahu mezi národními soudy a Soudním dvorem v řízení o předběžné otázce, Evropské a mezinárodní právo, č. 5, 2005, s. 3–12

- Stehlík, V.: K účinkům rozhodnutí v řízení o předběžné otázce ratione temporis, Evropské a mezinárodní právo, 2/2005, s. 9–13

- Stehlík, V.: Vybrané otázky rozhodčího řízení v komunitárním právu, Evropské a mezinárodní právo, č. 1, 2005, s. 3–10

- Stehlík, V.: Postavení správních orgánů a pojem „soud“ v článku 234 Smlouvy ES , Mezinárodní a srovnávací revue, č. 11, 2004, s. 4–26